# Zack Ryder
Matthew Joseph Cardona Jr. (n. 14 mai 1985) este un wrestler profesionist, cunoscut în lumea wrestling-ului cu numele de Zack Ryder. În momentul actual activează în All Elite Wrestling (AEW) folosind numele său real, Matt Cardona. Ryder și-a făcut mulți prieteni în lumea wrestling-ului, însă unul bun, anume Curt Hawkins, așa cum este cunoscut în P-Wrestling. Împreună cu Hawkins a câștigat diferite titluri în circuitele independente din America și titlul la echipe în WWE. Ei s-au despărțit în urma unui draft în 2010 în 2011 Ryder câștigă titlul WWE United States Championship și în 2016 la WrestleMania 32 câștiga titlul WWE Intercontinental Championship dar îl deține doar o zi pierzând la WWE Raw împotriva lui The Miz în 2019 la WrestleMania 35 câștigă din nou titlul la echipe.

## Titluri

### Deep South Wrestling
- DSW Tag Team Championship (de 2 ori) cu Curt Hawkins

### New York Wrestling Connection
- NYWC Tag Team Championship (de 2 ori) cu Curt Hawkins

### Ohio Valley Wrestling
- OVW Southern Tag Team Championship (o dată) cu Curt Hawkins

### World Wrestling Entertainment
- WWE Tag Team Championship (2 ori) cu Curt Hawkins
- WWE United States Championship (o dată)
- WWE Intercontinental Championship (o dată)

## Premii
- PWI l-a nominalizat pe Zack Ryder pe locul 117 în top 500 wrestleri în PWI 500 în 2010
- Un Slammy Award pentru cea mai enervantă frază(2010)

## Rivalități

### 2008
Împreună cu Edge a avut rivalități cu The Undertaker, Rey Mysterio și Batista